# Жан-П'єр Франсуа Бланшар

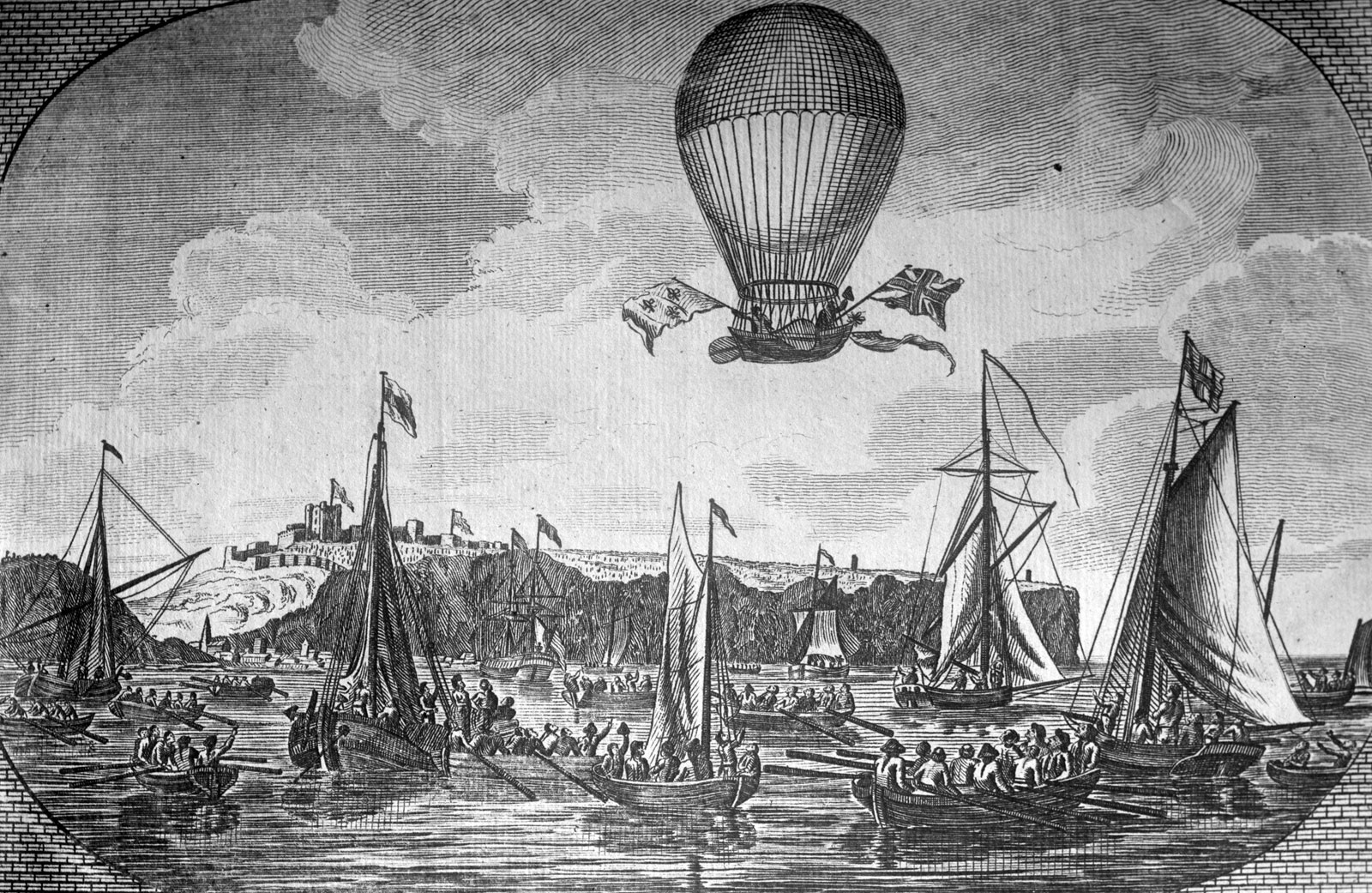
Переліт Бланшара і Джеффріса через Ла-Манш 7 січня 1785

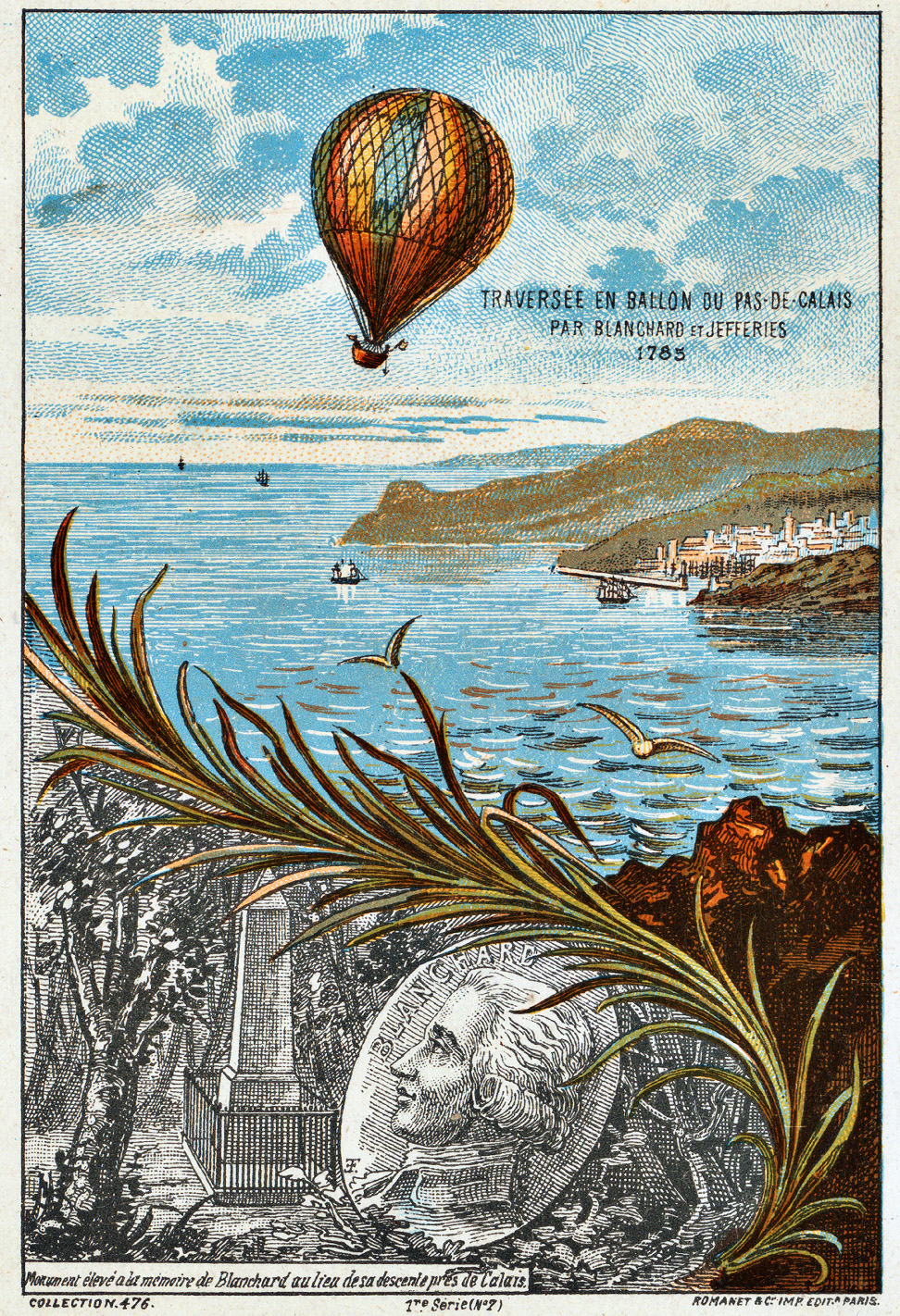
Переліт Бланшара і Джеффріса через Ла-Манш 7 січня 1785

Жан-П'єр Франсуа Бланшар (фр. Jean Pierre François Blanchard, 4 липня 1753, Лез-Анделі — 7 березня 1809, Париж) — французький винахідник, піонер авіації і повітроплавання. Здійснив шістдесят польотів на повітряних кулях в Європі та Північній Америці.

## Біографія
Народився 4 липня 1753 в родині робітника й з дитинства займався різними механічними винаходами: автомати, педальні авта, гідравлічні пристрої (наприклад, машина водопостачання у замку Гаяр).
5 березня 1782 року він спробував здійснити політ на шестикрилому літальному апараті, але зазнав невдачі.
Свій перший успішний політ Бланшар здійснив на повітряній кулі 2 березня 1784 в Парижі, на заповненій воднем повітряній кулі на Марсовому полі.
Перший успішний пілотований політ повітряної кулі стався кількома місяцями раніше, 21 листопада 1783, коли Пілатр де Розьє і маркіз де Арланда піднялися в повітря біля Версальського палацу на прив'язаній повітряній кулі побудованій братами Монгольф'є з оболонкою, наповненою гарячим повітрям.
На кулі Бланшара були вітрило і два весла — ними, за аналогією до корабля, Бланшар планував керувати апаратом. Політ був заледве не зірвався — перед стартом, один з глядачів, Дюпон де Шамбон стрибнув у гондолу і, вихопивши свою шпагу, заявив про своє бажання піднятися на кулі разом з Бланшаром. Довелося застосувати силу, аби випровадити небажаного копілота. Бланшар намагався скерувати кулю на північний схід до Ля Вілетт, але кулю віднесло вітром через Сену до Біянкуру, а потім вона повернулася назад, приземлившись на Рю де Севр. Після цього успіху Бланшар зробив своїм девізом латинський вираз «Sic itur ad astra» (Так ідуть до зірок).
Ранні польоти повітряних куль справили величезний вплив на тогочасну моду, форми і зображення в стилі au ballon широко використовувалися, від кераміки до головних уборів. Для одягу au ballon були характерні величезні рукави і округлені спідниці, а також зображення повітряних куль. У моді були зачіски à la montgolfier, au globe volant, au demi-ballon, або à la Blanchard.
Бланшар в серпні 1784 переїхав до Лондона, де 16 жовтня 1784 року здійснив перший політ разом з Джоном Шелдоном. Механізми керування повітряною кулею Бланшара — крила, як у вітряка — знову виявилися неефективними, але повітряна куля пролетіла близько 115 км від військової академії в Челсі, приземлившись в Санбері, а потім, піднявшись знову, закінчила політ у Ромсі. Бланшар здійснив другий політ 30 листопада 1784 разом з американцем доктором Джоном Джеффрісом, від Редаріум-гарден на захід від Гросвенор-скверу в Лондоні до Інгресу в Кенті.

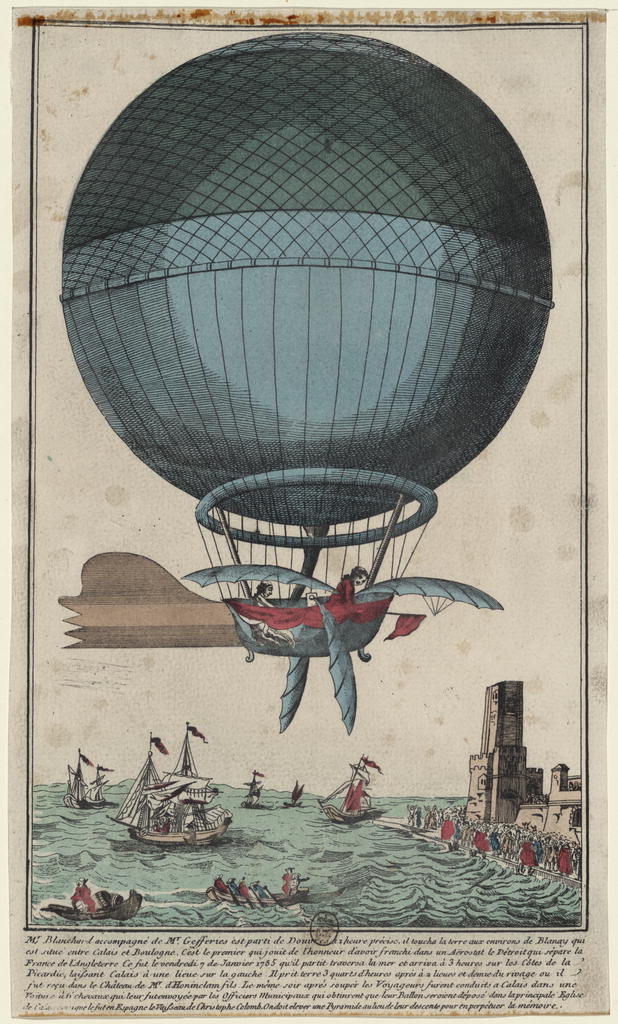
Крилата куля Бланшара

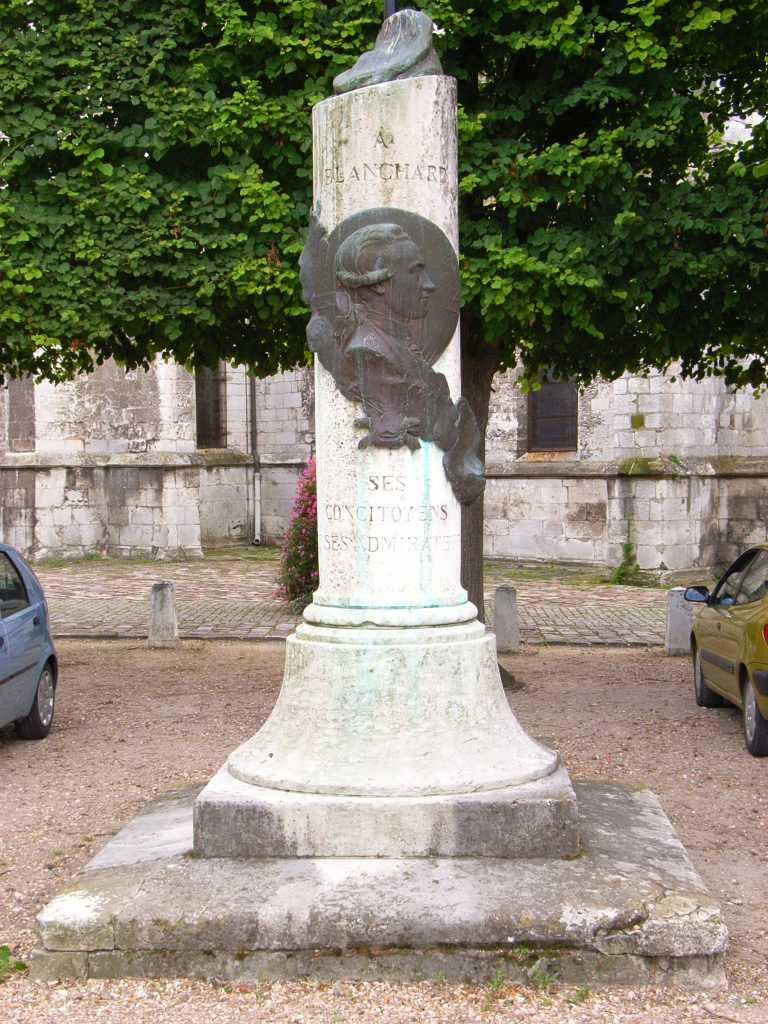
Пам'ятна колона Жану-П'єру Франсуа Бланшару, Ер, Франція

Третій політ, також здійснений з Джоном Джеффрісом, став першим польотом через Ла-Манш; він тривав 2½ години, переліт з Англії до Франції 7 січня 1785 проходив від Дуврського замку до Ґіна.
Від Людовіка XVI Бланшар одержав як винагороду великий пансіон. Пілатр де Розьє здійснив спробу перетнути Ла-Манш в протилежному напрямку, проте політ довелося перенести через негоду. Згодом, незважаючи на несприятливі погодні умови, він таки вирушив у політ і трагічно загинув у червні того ж року.
Бланшар зробив поїздку по Європі з показовими польотами. Він здійснив перші польоти на повітряній кулі у Бельгії, Німеччині, Нідерландах і Польщі.
Після винаходу сучасного парашута в 1783 Луї Себастьяном Ленорманом у Франції, в 1785 році Жан-П'єр Бланшар продемонстрував його як засіб безпечної евакуації з повітряної кулі. У той час як перші демонстрації парашута Бланшара проводилися з собакою, пізніше випала нагода випробувати його самому, коли в 1793 році його повітряна куля вибухнула і він скористався парашутом для евакуації.
Подальший розвиток парашута було спрямовано на його компактність. У той час як ранні парашути були зроблені з лляної тканини, натягнутої на дерев'яний каркас, наприкінці 1790-х, Бланшар почав робити парашути із згорнутого шовку, так як він був міцніший і мав меншу вагу.
9 січня 1793 Бланшар здійснив перший політ повітряної кулі в Північній Америці, з Філадельфії, Пенсільванія в Дептфорд, графство Глочестер, Нью-Джерсі. Серед свідків польоту того дня були президент США Джордж Вашингтон і майбутні президенти Джон Адамс, Томас Джефферсон, Джеймс Медісон, і Джеймс Монро. Бланшар залишив США в 1797 році.
У 1804 році Бланшар одружився з Мері Мадлен-Софі Арманте (відомішою як Софі Бланшар). Він навчав її мистецтву аеронавтики і згодом Софі Бланшар стала однією з найвідоміших жінок, які здійснювали польоти в Європі. Конкурентами 
Жана-П'єра Бланшара та його дружини були Андре Жак Гарнерен, його дружина Жанна-Женев'єва Лябросс та племінниця Еліза Гарнерен.
У 1809 під час польоту на повітряній кулі в Гаазі Бланшар переніс серцевий напад. Він впав з повітряної кулі і помер через кілька тижнів 7 березня 1809 року в Парижі внаслідок серйозних травм. Його вдова продовжувала показові польоти, поки також не загинула.

## Польоти на повітряних кулях
| Політ | День         | Рік  | Місце старту | Пілоти                                                                      | Додаткові відомості про політ |
| 1.    | 2 березня    | 1784 | Париж        | Жан-П'єр Бланшар                                                            | Перший політ Бланшара на повітряній кулі. Старт з Масового поля в Парижі. Бланшар отримав невелике поранення руки під час старту, коли боровся з одним із глядачів, який хотів застрибнути в кошик повітряної кулі. |
| 2.    | 23 травня    | 1784 | Руан         | Жан-П'єр Бланшар                                                            | Другий політ Бланшара на повітряній кулі. Тривалість польоту склала близько 1 години. Бланшар залишив детальний письмовий звіт про політ у газеті «Annonces de Normandie». |
| 3.    | 18 липня     | 1784 | Руан         | Жан-П'єр Бланшар та M. Boby                                                 | Повторний політ в Руані. Компанію Бланшару в польоті склав місцевий клерк парламенту в Руані містер M. Boby. |
| 4.    | 19 липня     | 1784 | Руан         | Жан-П'єр Бланшар, маркіза de Brassard, графиня de Boubers та містер de Jean | Короткий політ в Руані. Компанію Бланшару в польоті склали троє пасажирів. Куля піднялась на висоту 26 метрів і після короткого перельоту успішно приземлилась недалеко від місця старту. |
| 5.    | 16 жовтня    | 1784 | Лондон       | Жан-П'єр Бланшар та Джон Шелдон                                             | Перший політ Бланшара в Англії. Його компаньйоном став місцевий лікар і вчений Джон Шелдон. Через велику вагу наукових інструментів професора Шелдона політ тривав недовго і Бланшар посварився з вченим після приземлення |
| 6.    | 30 листопада | 1784 | Лондон       | Жан-П'єр Бланшар та Джон Джеффріс                                           | Шостий політ Бланшара на повітряній кулі. Американський лікар і вчений Джон Джеффріс заплатив Бланшару 100 гіней щоб супроводжувати його під час цього польоту. |
| 7.    | 7 січня      | 1785 | Дувр-Кале    | Жан-П'єр Бланшар та Джон Джеффріс                                           | Сьомий політ Бланшара на повітряній кулі. Разом з американцем Джоном Джеффрісом вони перелетіли через протоку Ла-Манш і стали першими людьми в світі, яким це вдалося. Цей політ, а також звіт про нього в книзі Джеффріса «A Narrative of the Two Aerial Voyages of Doctor Jeffries with Mons. Blanchard» зробила Бланшара знаменитим на всю Європу. |
| 8.    | 3 травня     | 1785 | Лондон       | Жан-П'єр Бланшар                                                            | Четвертий політ Бланшара в Англії під час якого він випробував оновлену власну повітряну кулю. |
| 9.    | 8 травня     | 1785 | Лондон       | Жан-П'єр Бланшар та Madame Simonet                                          | Щоб розрекламувати свої польоти і продати більше квитків глядачам, Бланшар здійснює політ з чотирнадцятилітньою донькою свого друга Madame Simonet, яка була танцівницею. Політ пройшов успішно і його особливістю було приземлення майже на те ж місце звідки куля й стартувала. |
| 10.   | 21 травня    | 1785 | Лондон       | Жан-П'єр Бланшар та Madame Simonet                                          | Повторний політ в Лондоні із Madame Simonet. Бланшар рекламував власну компанію, яку він відкрив в Англії і назвав «Balloon and Parachute Aerostatic Academy». |
| 11.   | 3 червня     | 1785 | Лондон       | Жан-П'єр Бланшар                                                            | Перший експеримент Бланшара з парашутом. Піднявшись на своїй повітряній кулі на значну висоту він випустив невеликий шовковий парашут до якого прикріпив кота. Експеримент був успішним і кіт приземлився на землю живим і цілим. |
| 12.   | 11 липня     | 1785 | Гаага        | Жан-П'єр Бланшар та Monsieur d'Honincthun                                   | Перший пілотований політ повітряної кулі в Нідерландах. Бланшара супроводжував молодий військовий офіцер монсеньйор д'Онінктун. За польотом спостерігав принц Оранський. Одразу після старту, повітряна куля зачіпила димохід найближчого будинку і отримала невеликі пошкодження. Проте, політ тривав і куля приземлилась за містом, де місцеві селяни одразу знищили її оболонку вилами і граблями, через те, що вона приземлилась на їхнє поле без дозволу. |
| 13.   | 30 липня     | 1785 | Роттердам    | Жан-П'єр Бланшар                                                            | Другий політ Бланшара в Нідерландах. Він випробував нову повітряну кулю, бо попередню знищили селяни біля Гааги. |
| 14.   | 26 серпня    | 1785 | Лілль        | Жан-П'єр Бланшар та сhevalier Lepinard                                      | Чотирнадцятий політ Бланшара на повітряній кулі. Його супроводжував молодий шевальє Lepinard. За польотом спостерігало багато глядачів, в тому числі і військових офіцерів з містечка Лілль у Фландрії. Цей політ став рекордним за відстанню, яку вдалось подолати повітряній кулі (250 км) і його зобразив на своїй відомій картині французький художник Луї Жозеф Ватто.                                                                                    |
| 15.   | 3 жовтня     | 1785 | Франкфурт    | Жан-П'єр Бланшар                                                            | Перший політ Бланшара в Німеччині. Він здійснив його під час традиційної «Франкфуртської осінньої ярмарки». Піднявшись на висоту Бланшар знову випробував невеликий шовковий парашут, але цього разу, прикріпив до нього собаку. І знову експеримент виявився вдалим й собака вижив. |
| 16.   | 20 листопада | 1785 | Гент         | Жан-П'єр Бланшар                                                            | Перший пілотований політ повітряної кулі в Бельгії. Бланшар ледь не загинув. Його повітряна куля піднялась на значну висоту і через сильний мороз газ в оболонці розширився і вона могла вибухнути. Щоб уникнути катастрофи, Бланшар самостійно пробив кілька дірок в оболонці й поступово контролюючи падіння кулі врятувався за допомогою свого парашуту, використавши його в останній момент.                                                               |
| 17.   | 26 квітня    | 1786 | Дуе          | Жан-П'єр Бланшар                                                            | Короткий показовий політ. Бланшар був у місті лише один день. |
| 18.   | 10 червня    | 1786 | Брюссель     | Жан-П'єр Бланшар                                                            | Повітряна куля піднялась з площі біля королівського палацу в Брюсселі і успішно подолавши майже 80 км приземлилась біля голландського містечка Wezel. |
| 19.   | 16 червня    | 1786 | Брюссель     | Жан-П'єр Бланшар                                                            | Другий показовий політ Бланшара в Брюсселі. Політ був коротким і Бланшар здійснив його на прохання місцевих друзів, які були захоплені його першим польотом над містом. |
| 20.   | 23 серпня    | 1786 | Гамбург      | Жан-П'єр Бланшар                                                            | За польотом спостерігали понад 100 тисяч глядачів. Бланшар випустив під час польоту невелику вівцю з парашутом, яка через 7 хв успішно приземлилась на землю. Перелетівши річку Ельба Бланшар також успішно приземлився і з тріумфом повернувся в місто. |
| 21.   | 9 жовтня     | 1786 | Аахен        | Жан-П'єр Бланшар                                                            | Політ в Аахені був запланований на 1 жовтня, але його двічі переносили через погану погоду. 9 жовтня Бланшар нарешті зміг злетіти, піднявся на висоту понад 2200 метрів і успішно пролетів до села Rolduk. Політ тривав більше двох годин. |
| 22.   | 27 грудня    | 1786 | Льєж         | Жан-П'єр Бланшар                                                            | Короткий показовий політ Бланшара в Льєжі вдалось здійснити лише з другої спроби. Перша спроба відбулась 19 грудня і була невдалою, а повітряна куля Бланшара через сильний порив вітру полетіла без пілота. Другий політ був успішним. |
| 23.   | 27 березня   | 1787 | Валансьєнн   | Жан-П'єр Бланшар                                                            | Показовий політ під час якого повітряну кулю Бланшара супроводжували п'ять маленьких повітряних кульок, які мали вказати на напрямок переважаючих вітрів. |
| 24.   | 1 липня      | 1787 | Нансі        | Жан-П'єр Бланшар                                                            | Короткий показовий політ Бланшара для жителів міста Нансі. Бланшар їхав у Страсбург, але зупинився у Нансі бо там було багато його друзів і знайомих. Перший показовий політ в місті був дуже коротким і глядачі лишились незадоволені. Тому Бланшар вирішив провести ще один політ наступного дня. |
| 25.   | 2 липня      | 1787 | Нансі        | Жан-П'єр Бланшар                                                            | Другий показовий політ Бланшара в Нансі. Після польоту Бланшар писав, що мерія міста не оплатила його витрати на політ і навіть не зробила його «почесним громадянином міста». Через це, він швидко покинув місто і поїхав у Страсбург. |
| 26.   | 26 серпня    | 1787 | Страсбург    | Жан-П'єр Бланшар                                                            | Політ в Страсбурзі Бланшару вдалось здійснити з другої спроби. Перший старт було скасовано через сильні пориви вітру. Старт польоту пройшов дуже швидко і глядачі, які за ним спостерігали, залишились невдоволені, адже куля майже відразу піднялась на значну висоту і вже через кілька хвилин її не було видно. |
| 27.   | 29 вересня   | 1787 | Лейпциг      | Жан-П'єр Бланшар                                                            | Перший показовий політ Бланшара для жителів Лейпцига. Бланшар підняв в повітря прапор з гербом міста. |
| 28.   | 30 вересня   | 1787 | Лейпциг      | Жан-П'єр Бланшар                                                            | Другий показовий політ Бланшара для жителів Лейпцига. За цим польотом спостерігав Johann Wilhelm Roth, господар готелю у Нюрнберзі. Він запросив Бланшара здійснити політ у своєму місті і пізніше став організатором цієї події. |
| 29.   | 29 жовтня    | 1787 | Нюрнберг     | Жан-П'єр Бланшар                                                            | Бланшар наказав спорудити невелику прямокутну будівлю в якій він зберігав свою повітряну кулю і яка захищала її перед стартом польоту. За самим польотом спостерігали близько 60 тисяч глядачів. Після польоту, його було вшановано зображенням на спеціальній пам'ятній медалі. |
| 30.   | 5 травня     | 1788 | Базель       | Жан-П'єр Бланшар                                                            | Політ завершився невеликою аварією в результаті якої Бланшар був травмований і мусив 15 днів пролежати в ліжку для відновлення. |
| 31.   | 2 червня     | 1788 | Мец          | Жан-П'єр Бланшар та містер de Tummern                                       | Короткий але дуже успішний годинний політ з пасажиром із Брюсселя. |
| 32.   | 10 серпня    | 1788 | Брауншвейг   | Жан-П'єр Бланшар                                                            | За польотом спостерігала велика кількість глядачів. Німецький письменник Adolph Freiherr Knigge згадав цей політ у своєму романі «Die Reise nach Braunschweig». В 2015 році одну з площ в місті було названо Blanchardplatz в честь Бланшара. |
| 33.   | 27 вересня   | 1788 | Берлін       | Жан-П'єр Бланшар                                                            | Бланшар стартував з площі біля палацу в Тіргартенні. За польотом спостерігав король Фрідріх Вільгельм ІІ. Площу де Бланшар приземлився пізніше було названо Баллонплац, а вулицю біля неї Бланшарштрассе. |
| 34.   | 10 травня    | 1789 | Варшава      | Жан-П'єр Бланшар та містер de Tummerr                                       | Перший пілотований політ повітряної кулі в Польщі. За польотом спостерігав король Станіслав Август Понятовський. Політ тривав близько 45 хв, а повітряна куля піднялась на висоту понад 2 км. |
| 35.   | 27 травня    | 1789 | Бреслау      | Жан-П'єр Бланшар                                                            | Бланшар вилетів із площі біля колишньої Фридерицянської брами, поблизу Тумського острова. Повітряна куля піднялась на висоту близько 1100 метрів. |
| 36.   | 14 травня    | 1790 | Варшава      | Жан-П'єр Бланшар, Ян Потоцький та його слуга Ібрагім                        | Бланшар взяв в політ місцевого письменника Яна Потоцького і його слугу, турка Ібрагіма. Таким чином, Ян Потоцький став першим поляком який здійснив політ на повітряній кулі. |
| 37.   | 31 жовтня    | 1790 | Прага        | Жан-П'єр Бланшар та Яким Штенберг                                           | Перший пілотований політ повітряної кулі в Празі. Куля піднялась на висоту близько 1700 метрів, а політ тривав майже годину. |
| 38.   | 6 липня      | 1791 | Відень       | Жан-П'єр Бланшар                                                            | Перший пілотований політ Бланшара над Віднем. Під враженням від цієї події очевидець Емануель Шиканедер написав лібрето до опери «Чарівна флейта». |
| 39.   | 2 серпня     | 1791 | Відень       | Жан-П'єр Бланшар                                                            | Другий показовий політ Бланшара у Відні. Політ завершився достроково через проблему з оболонкою і Бланшар успішно приземлився біля села Simmering. |
| 40.   | 14 серпня    | 1791 | Відень       | Жан-П'єр Бланшар                                                            | Третій показовий політ Бланшара у Відні. Куля долетіла до селища Laa. |
| 41.   | 15 серпня    | 1791 | Відень       | Жан-П'єр Бланшар                                                            | Четвертий показовий політ Бланшара у Відні. Після короткого польоту його повітряна куля успішно приземлилась в районі Wienerberg. |
| 42.   | 11 вересня   | 1791 | Прага        | Жан-П'єр Бланшар                                                            | Бланшар здійснив цей політ з нагоди коронації чеського короля Леопольда ІІ. |
| 43.   | 8 листопада  | 1791 | Ганновер     | Жан-П'єр Бланшар                                                            | Короткий показовий політ для жителів Гановера. |
| 44.   | 3 липня      | 1792 | Любек        | Жан-П'єр Бланшар, графиня de Chassot та тринадцятилітній син Бланшара       | Бланшар взяв в політ свого сина, якому було лише 13 років та молоду доньку місцевого коменданта фортеці графиню de Chassot. |
| 45.   | 9 січня      | 1793 | Філадельфія  | Жан-П'єр Бланшар                                                            | Перший пілотований політ повітряної кулі в Північній Америці та США. За польотом спостерігав особисто президент Джордж Вашингтон, а також майбутні президенти США: Джон Адамс, Томас Джефферсон, Джеймс Медісон та Джеймс Монро. |
| 46.   | 12 серпня    | 1798 | Руан         | Жан-П'єр Бланшар та містер Pugh                                             | Повернення Бланшара до польотів після кількарічної перерви. В польоті Бланшара супроводжував місцевий хімік з Руана містер Pugh. |
| 47.   | 17 вересня   | 1798 | Париж        | Жан-П'єр Бланшар                                                            | Показовий політ в Парижі із садів Ідалья. |
| 48.   | 26 липня     | 1799 | Париж        | Жан-П'єр Бланшар та Жозеф Лаланд                                            | Політ Бланшара із садів Тюїльрі в Парижі. Він взяв з собою відомого французького астронома Франсуа Лаланда, який мав експериментально підтвердити кілька власних здогадок про польоти на повітряній кулі. |
| 49.   | 2 серпня     | 1799 | Париж        | Жан-П'єр Бланшар та міс Maison                                              | Показовий політ Бланшара в садах Тюїльрі у Парижі. Для більшої реклами польоту, Бланшар взяв в політ десятилітню доньку свого друга міс Maison. |
| 50.   | 21 серпня    | 1799 | Париж        | Жан-П'єр Бланшар та міс Maison                                              | Повторний показовий політ Бланшара в садах Тюїльрі у Парижі. Його знову супроводжувала десятилітня міс Maison. |
| 51.   | 19 лютого    | 1800 | Нант         | Жан-П'єр Бланшар                                                            | Короткий показовий політ для жителів французького містечка Нант. |
| 52.   | 15 серпня    | 1801 | Ренн         | Жан-П'єр Бланшар, містер Varin, містер Béchu та містер du Châtelier         | Політ одразу з трьома пасажирами, які заплатили Бланшару за цю можливість. |
| 53.   | 30 квітня    | 1803 | Валлонія     | Жан-П'єр Бланшар та містер Coffy                                            | Показовий політ Бланшара для жителів округу Валлонія. Він взяв в політ місцевого бельгійця містера Coffy. |
| 54.   | 14 серпня    | 1803 | Руан         | Жан-П'єр Бланшар та містер Mosment                                          | Черговий показовий політ Бланшара в французькому Руані. Компанію в польоті Бланшару склав місцевий житель містер Mosment. |
| 55.   | 4 грудня     | 1803 | Ліон         | Жан-П'єр Бланшар                                                            | Повітряна куля потрапила в зливу і Бланшар протягом кількох годин боровся з вітром, щоб вижити і успішно приземлитись. Під час зливи, Бланшар застудився через сильний мороз і на деякий час припинив свої показові польоти. |
| 56.   | 8 липня      | 1804 | Марсель      | Жан-П'єр Бланшар та Софі Бланшар                                            | Показовий політ для глядачів. Для більшого успіху Бланшар взяв в цей політ свою молоду дружину Софі Бланшар. |
| 57.   | 2 вересня    | 1804 | Марсель      | Жан-П'єр Бланшар та Софі Бланшар                                            | Другий показовий політ Бланшара в Марселі. Він знову взяв із собою дружину Софі Бланшар. |
| 58.   | 16 квітня    | 1805 | Монпельє     | Жан-П'єр Бланшар                                                            | Один з останніх польотів Жана-П'єра Бланшара. Його останній політ у Франції. |
| 59.   | 9 липня      | 1807 | Амстердам    | Жан-П'єр Бланшар                                                            | Інформації про цей політ дуже мало, але про нього коротко згадує Brossard de Ruville у своїй «Histoire des Andelys». |
| 60.   | 20 лютого    | 1808 | Гаага        | Жан-П'єр Бланшар                                                            | Останній політ Бланшара. Під час польоту в нього стався серцевий напад, і він впав з висоти близько 20 м. Після цього випадку, Бланшар більше не літав і помер в Парижі, через рік після цієї події, можливо від наслідків отриманих травм. |

## Пам'ять
На честь Бланшара на Місяці названо кратер діаметром 40 км.